# Ритуална употреба конопље
Конопља има дугу историју ритуалне употребе у многим култовима и религијама широм света. У Индији се употребљава већ вековима у част бога Шиве. Растафаријанци је сматрају светом биљком, а њено уживање верским чином. У исламу су је користили дервишки (суфи) редови. Неки историчари сматрају да је употребљавана и у јудаизму и раном хришћанству. 

## Паганизам
У древној германској култури, конопља је била повезана са германском богињом љубави Фрејом. Жетва конопље је била повезана са еротским светковинам. Веровало се да Фреја, сила плодности, живи у женским цветовима конопље. Уношењем у себе, човек би постајао обузет њеном божанском силом (Рäтсцх 2003). 

## Хиндуизам
Шива је једно од најстаријих божанстава познатих човечанству. Посвећеници Шиви често медитирају испијајући свето пиће бханг које се састоји од мешавине млека и цвета конопље, коју припремају свештеници. Верује се да је конопља коришћена у Индији још пре 1000. године п. н. е. Чарас се такође пуши међу неким Шивиним посвећеницима и сматра се даром Шиви и помоћи у достизању садхане (неке врсте просветљења, блаженства). Многи лутајући свети људи (садхус) у Индији и дан данас пуше чарас на чилуму. Током хинду фестивала Холи, испија се свето пиће бханг које садржи цветове конопље. 

## Ислам
Дервиши (суфији) су конопљу сматрали средством за, другим путем недохватљиво, самопроматрање – укључујући дубље разумијевање, сагледавање различитих значења, продубљивање естетских доживљаја и смањивање осјећаја тјескобе.
Према старој арапској легенди, Хајдар, оснивач верског реда суфија, наишао је на поље конопље док је лутао персијским планинама. Обично повучен и тих човек, када се вратио у његов манастир после једења конопље, његови ученици су били запањени колико је говорљив и надахут био. Након што су измолили Хајдара да им каже шта је радио када изгледа толико радостан, његови ученици су изашли у планине и сами пробали конопљу. И тако су, према предању, суфији открили чари хашиша.
Слично је о хашишу писао средњовјековни Суфи песник Фузули, у причи о Басри, следбенику чији је шеик осетио да је он путем уживања хашиша, достигао коначни ступањ савршенства, и да више нема потребе да га неко води. Фузули закључује: „хашиш је савршено биће... за особу жељну мистичних искустава.“
Ваља приметити да, за разлику од алкохола, пророк Мухамед није бранио конопљу. 

## Растафаријанство
Растафаријанци имају обреде заједничког пушења конопље (познате као ганџа, биљка, кали или хлеб јагњета), током којих разговарају о истини и животу. Према раста филозофији, конопља је кључ за разумевање себе, космоса и Бога. Они у њој виде силу која омогућава људима да спознају истину много јасније, као када дрво бива извађено из ока. Растама је пушење конопље духовни чин, често праћен изучавањем Библије; сматрају је причешћем које чисти тело и дух, уздиже свест, доноси мир и приближава их природи и Богу. Сагоревање биљке је често пресудно „за буђење гриже савести у срцима оних који подстичу и чине зло и неправде.“ Она сагорева исквареност људског срца. Раста проповедник, Боб Марли је, између многих других, рекао: „Биљка ганџе је лек за народ.“ Они се не чуде што је забрањена, јер је виде као моћну супстанцу која отвара умове људи за истину – што вавилонски систем очигледно не жели.
Расте следећим наводима из Библије оправдавају употребу конопље:
- Постање 1:29 „И Бог рече: Ево, дајем вам сваку биљку што носи семе, на површини лица земље, и све дрвеће родно, које даје плод, у коме је семе његово. То да вам је за храну вашу“.
- Постање 3:18 „... Ти ћеш јести биљку с поља."
- Пословице 15:17 „Боље у љубави биљка за храну, него во угојен у мржњи." Псалми 104:14 „Ти дајеш да расте трава стоци и биљка човеку.“

Растафаријанци виде конопљу и као Дрво Живота, поменуто у Библији и поштују је као свету и истински благодарну биљку. Такође, према предању, конопља је прва биљка изникла на гробу Краља Соломона.